# 山際澄夫
山際 澄夫（やまぎわ すみお、1950年〈昭和25年〉 - ）は、日本のジャーナリスト。

## 来歴
山口県下関市出身。明治大学卒業後、1975年産業経済新聞社へ入社。東京本社政治部で首相官邸キャップ、外務省キャップなどを歴任。テネシー大学留学、ニューヨーク支局長（1996年－1999年）、外信部次長を経て、退社。フリーとなる。
外交、政局、メディアなどについて、『諸君!』、『WiLL』、『Voice』などオピニオン誌を中心に寄稿。テレビ番組にもコメンテーターとして時々出演している。

## 出演番組

### テレビ
- ビートたけしのTVタックル（テレビ朝日）
- 朝まで生テレビ!（テレビ朝日）- 2009年7月26日、2010年1月29日、10月22日、2013年5月31日、8月9日、2013年12月31日
- 花田紀凱 ザ・インタビュー（BS11）- 2010年4月4日
- 激論!コロシアム 〜これでいいのか?ニッポン〜〜（テレビ愛知）- 2014年6月7日

### ラジオ
- 大竹まこと ゴールデンラジオ!（文化放送）- 2013年11月26日、2014年2月26日

## 著書
- 『拉致の海流　個人も国も売った政治とメディア』恒文社21(発行) 恒文社(発売)、2003年1月。ISBN 4-7704-1086-7。 - 北朝鮮拉致事件関連年表あり。
  - 『拉致の海流　個人も国も売った政治とメディア』扶桑社〈扶桑社文庫〉、2004年10月。ISBN 4-594-04822-6。 - 年表あり。
- 『安倍晋三物語』恒文社21(発行) 恒文社(発売)、2003年9月。ISBN 4-7704-1102-2。 - 年譜あり。
  - 『安倍晋三と「宰相の資格」』小学館〈小学館文庫 Rや-15-1〉、2006年3月。ISBN 4-09-405614-9。 - 山際 (2003b)の増補。
- 『朝日新聞が中国を驕らせる　反日、反米の呪いと親中媚態言論の正体』日新報道、2005年3月。ISBN 4-8174-0595-3。
- 『これでも朝日新聞を読みますか？』ワック、2007年12月22日。ISBN 978-4-89831-117-2。
- 『それでも中国と付き合いますか？』ワック〈Wac bunko B-087〉、2008年8月5日。ISBN 978-4-89831-587-3。
- 『民主党政権で日本は滅びる』ワック〈Wac bunko B-119〉、2010年3月8日。ISBN 978-4-89831-619-1。
- 山際澄夫 述「第十三回英霊慰霊顕彰勉強会「震災復興と靖國神社」 大震災で分かった国家の在り方」『講演記録集』 平成23年度、靖國神社崇敬奉賛会、2012年5月。 - 奥付のタイトル（誤植）：講演記録集。
- 『すべては朝日新聞から始まった「慰安婦問題」』ワック〈WAC BUNKO B-190〉、2014年1月15日。ISBN 978-4-89831-690-0。